# Seznam dílů seriálu Doom Patrol
Toto je seznam dílů seriálu Doom Patrol. Americký dramatický televizní seriál Doom Patrol je zveřejňován od 15. února 2019. První řada byla vydána na streamovací službě DC Universe, druhá řada v roce 2020 současně i na HBO Max, od třetí řady je zveřejňován pouze na HBO Max. Dosud bylo zveřejněno 34 dílů seriálu.

## Přehled řad
| Řada | Díly          | Zveřejnění v USA | Zveřejnění v USA   | Premiéra v ČR     | Premiéra v ČR    | Stanice v USA         |
| Řada | Díly          | První díl        | Poslední díl       | První díl         | Poslední díl     | Stanice v USA         |
| ---- | ------------- | ---------------- | ------------------ | ----------------- | ---------------- | --------------------- |
| 1    | 15            | 15. února 2019   | 24. května 2019    | 15. července 2019 | 21. října 2019   | DC Universe           |
| 2    | 9             | 25. června 2020  | 6. srpna 2020      | 6. října 2020     | 1. prosince 2020 | DC Universe / HBO Max |
| 3    | 10            | 23. září 2021    | 11. listopadu 2021 | 7. prosince 2021  | 8. února 2022    | HBO Max               |
| 4    | bude oznámeno | bude oznámeno    | bude oznámeno      | bude oznámeno     | bude oznámeno    | HBO Max               |

## Seznam dílů

### První řada (2019)
| Č. v seriálu | Č. v řadě | Původní název      | Režie                      | Scénář                                                  | Zveřejnění v USA (DC Universe) | Premiéra v ČR     |
| ------------ | --------- | ------------------ | -------------------------- | ------------------------------------------------------- | ------------------------------ | ----------------- |
| 1            | 1         | Pilot              | Glen Winter                | Jeremy Carver                                           | 15. února 2019                 | 15. července 2019 |
| 2            | 2         | Donkey Patrol      | Dermott Downs              | Neil Reynolds a Shoshana Sachi                          | 22. února 2019                 | 22. července 2019 |
| 3            | 3         | Puppet Patrol      | Rachel Talalay             | Tamara Becher-Wilkinson a Tom Farrell                   | 1. března 2019                 | 29. července 2019 |
| 4            | 4         | Cult Patrol        | Stefan Pleszczynski        | Marcus Dalzine a Chris Dingess                          | 8. března 2019                 | 5. srpna 2019     |
| 5            | 5         | Paw Patrol         | Larry Teng                 | Shoshana Sachi                                          | 15. března 2019                | 12. srpna 2019    |
| 6            | 6         | Doom Patrol Patrol | Christopher Manley         | Tamara Becher-Wilkinson                                 | 22. března 2019                | 19. srpna 2019    |
| 7            | 7         | Therapy Patrol     | Rob Hardy                  | Neil Reynolds                                           | 29. března 2019                | 26. srpna 2019    |
| 8            | 8         | Danny Patrol       | Dermott Downs              | Tom Farrell                                             | 5. dubna 2019                  | 2. září 2019      |
| 9            | 9         | Jane Patrol        | Harry Jierjian             | Marcus Dalzine                                          | 12. dubna 2019                 | 9. září 2019      |
| 10           | 10        | Hair Patrol        | Salli Richardson-Whitfield | Eric Dietel                                             | 19. dubna 2019                 | 16. září 2019     |
| 11           | 11        | Frances Patrol     | Wayne Yip                  | April Fitzsimmons                                       | 26. dubna 2019                 | 23. září 2019     |
| 12           | 12        | Cyborg Patrol      | Carol Banker               | Robert Berens a Shoshana Sachi                          | 3. května 2019                 | 30. září 2019     |
| 13           | 13        | Flex Patrol        | T. J. Scott                | Tom Farrell a Tamara Becher-Wilkinson                   | 10. května 2019                | 7. října 2019     |
| 14           | 14        | Penultimate Patrol | Rebecca Rodriguez          | Chris Dingess                                           | 17. května 2019                | 14. října 2019    |
| 15           | 15        | Ezekiel Patrol     | Dermott Downs              | Tamara Becher-Wilkinson, Jeremy Carver a Shoshana Sachi | 24. května 2019                | 21. října 2019    |

### Druhá řada (2020)
| Č. v seriálu | Č. v řadě | Původní název   | Režie              | Scénář                                | Zveřejnění v USA (DC Universe / HBO Max) | Premiéra v ČR      |
| ------------ | --------- | --------------- | ------------------ | ------------------------------------- | ---------------------------------------- | ------------------ |
| 16           | 1         | Fun Size Patrol | Christopher Manley | Jeremy Carver a Shoshana Sachi        | 25. června 2020                          | 6. října 2020      |
| 17           | 2         | Tyme Patrol     | Harry Jierjian     | April Fitzsimmons a Neil Reynolds     | 25. června 2020                          | 13. října 2020     |
| 18           | 3         | Pain Patrol     | Samira Radsi       | Tom Farrell a Tamara Becher-Wilkinson | 25. června 2020                          | 20. října 2020     |
| 19           | 4         | Sex Patrol      | Omar Madha         | Eric Dietel a Tanya Steele            | 2. července 2020                         | 27. října 2020     |
| 20           | 5         | Finger Patrol   | Glen Winter        | Chris Dingess a Shoshana Sachi        | 9. července 2020                         | 3. listopadu 2020  |
| 21           | 6         | Space Patrol    | Kristin Windell    | Neil Reynolds                         | 16. července 2020                        | 10. listopadu 2020 |
| 22           | 7         | Dumb Patrol     | Jessica Lowrey     | Tamara Becher-Wilkinson a Eric Dietel | 23. července 2020                        | 17. listopadu 2020 |
| 23           | 8         | Dad Patrol      | Amanda Row         | Tom Farrell a April Fitzsimmons       | 30. července 2020                        | 24. listopadu 2020 |
| 24           | 9         | Wax Patrol      | Christopher Manley | Chris Dingess a Tanya Steele          | 6. srpna 2020                            | 1. prosince 2020   |

### Třetí řada (2021)
| Č. v seriálu | Č. v řadě | Původní název        | Režie              | Scénář                                                | Zveřejnění v USA (HBO Max) | Premiéra v ČR     |
| ------------ | --------- | -------------------- | ------------------ | ----------------------------------------------------- | -------------------------- | ----------------- |
| 25           | 1         | Possibilities Patrol | Dermott Downs      | Tamara Becher-Wilkinson, Eric Dietel a Shoshana Sachi | 23. září 2021              | 7. prosince 2021  |
| 26           | 2         | Vacay Patrol         | Christopher Manley | Tom Farrell                                           | 23. září 2021              | 14. prosince 2021 |
| 27           | 3         | Dead Patrol          | Christopher Manley | Jeremy Carver a Steve Yockey                          | 23. září 2021              | 21. prosince 2021 |
| 28           | 4         | Undead Patrol        | Kristin Windell    | Tamara Becher-Wilkinson                               | 30. září 2021              | 28. prosince 2021 |
| 29           | 5         | Dada Patrol          | Kristin Windell    | Shoshana Sachi                                        | 7. října 2021              | 4. ledna 2022     |
| 30           | 6         | 1917 Patrol          | Omar Madha         | April Fitzsimmons                                     | 14. října 2021             | 11. ledna 2022    |
| 31           | 7         | Bird Patrol          | Omar Madha         | Ezra Claytan Daniels                                  | 21. října 2021             | 18. ledna 2022    |
| 32           | 8         | Subconscious Patrol  | Rebecca Rodriguez  | Tanya Steele                                          | 28. října 2021             | 25. ledna 2022    |
| 33           | 9         | Evil Patrol          | Rebecca Rodriguez  | Eric Dietel                                           | 4. listopadu 2021          | 1. února 2022     |
| 34           | 10        | Amends Patrol        | Harry Jierjian     | Chris Dingess                                         | 11. listopadu 2021         | 8. února 2022     |

Dosud bylo zveřejněno 34 dílů seriálu.

### Čtvrtá řada
Dne 16. října 2021 bylo oznámeno, že seriál Doom Patrol získá čtvrtou řadu.